# Lista de escritores de ficção de horror
Esta é uma lista de de autores de ficção de horror.

## A
- Ambrose Bierce, (1842-1914)
- Anne Rice, (nascida em 1941)
- Ant Lima, (Nascido em 1993)

## B
- Bram Stoker, (1847-1912)

## C
- Clive Barker, (nascido em 1952)

## E
- Edgar Allan Poe, (1809-1849)
- Elizabeth Kostova (nascida em 1964)

## G
- Gustav Meyrink, (1868-1932)
- Guy de Maupassant, (1850-1893)

## H
- H. P. Lovecraft, (1890-1937)

## M
- Mary Wollstonecraft Shelley, (1797-1851)

## N
- Neil Gaiman, (nascido em 1960)

## R
- Robert Louis Stevenson, (1850-1894)

## S
- Stephen King, (nascido em 1947)
- Sven Hassel; (nascido em 1917)
- Sheridan Le Fanu; (nascido em 1917)